# ふらっと!294
『ふらっと!294』（ふらっとにーきゅうよん）は茨城県の常総市、つくばみらい市、取手市の観光・地域情報ナビゲーションを行うモバイルアプリケーションである。

## 概要
このアプリケーションの提供元は常総市、つくばみらい市、取手市及び関東鉄道の4者からなる「常総地方観光促進協議会」である。利用は無料。内容は3市の観光スポット、飲食店、公共施設等を3人の美少女キャラクターが案内をする、というものである。アプリ内では観光スポット等の説明文、写真、場所等を携帯端末に表示し、端末のGPSを使った、目的地までのナビゲーション、現在地周辺の観光・地域情報をガイドする。提供される観光スポット等は関東鉄道の常総線・竜ヶ崎線の鉄道駅や関東鉄道のバス停も含め、およそ936箇所を数える。また、チェックインしたスポットの記録・蓄積や、カテゴリー毎にパッケージ化された複数の目的地を巡るスタンプラリー要素など位置情報ゲーム的システムも持っている。スタンプラリー等を制覇したユーザーにはオリジナルクリアファイル等の景品がプレゼントされる。
開発は株式会社ピージーエヌ。配信はAndroid版が2018年5月1日に、iPhone版は同月15日から開始された。2019年2月14日にキャラクターボイスが搭載された。
アプリ内でイラスト、ボイスが挿入されるキャラクターは各々が常総市、つくばみらい市、取手市にちなんだ設定がされている。イラストレーターはゲーム原画、ライトノベル挿絵等を手掛けている、りいちゅ。
アプリ名中の"ふらっと"には、3市が含まれる常総地域（県南西部）に拡がる関東平野の一部である常総平野の平坦な地形の様を表す英語の"FLAT"と、気軽に"ふらっと"立ち寄って欲しいとの思いが掛け合わされている。"294"は常総地域を縦断する国道294号のことである。このネーミングが示すとおり、このアプリは3つの市域をまとめて地域巡りの舞台としてユーザーに提示して、そこから生まれるスケールメリットを観光促進に繋げようとしているのが特徴的な所である。
2020年2月27日からは常総線にキャラクター達のラッピング車両が登場している。

## キャラクター
3人は皆、大学生で幼馴染。数年ぶりに再会した3人は、それぞれの地元を巡り友情と地元愛を深めてゆく。
姫乃砅花（ひめの れいか　"れい"は石偏に水）
常総市出身。おっとりした雰囲気で、ちょっと天然が入っているお嬢様風味の大学3年生。
名前の"姫"の字は常総市の弘経寺に墓所があり「千姫まつり」なども開かれるなど市と縁のある千姫に由来している。"砅（れい）"の字は偏の"石"で市町村合併で誕生した常総市の前身の片方である結城郡石下町を、旁の”水"でもう片方の水海道市を表している。
筑波未来（つくば みら）
つくばみらい市出身。快活で好奇心旺盛な大学1年生。茶髪でちょっとくせっ毛。
取手きらり（とりで きらり）
取手市出身。黒髪ロングヘアの大学4年生。冷めた風に見られがちだけど本当は優しい人。

## ラッピング列車
アプリの宣伝も兼ね2020年2月27日から取手駅と下館駅間を走る常総線にキャラクターのイラストをラッピングした車輌が登場した。ラッピングされているのはキャラクター単体が3箇所、3人集合が1箇所の計4箇所。運行は土日祝日は取手駅－下館駅間を指定列車が1日2往復、平日は不定期。登場から約1年間の運行が予定されている。
ふらっと!294ラッピング列車
- 画像右側キャラクターは取手きらり。
- 画像左側キャラクターは姫乃砅花。